# Nodulosphaeria aquilana
Nodulosphaeria aquilana är en svampart som först beskrevs av Domenico Saccardo, och fick sitt nu gällande namn av L. Holm 1957. Nodulosphaeria aquilana ingår i släktet Nodulosphaeria och familjen Phaeosphaeriaceae.  Arten är reproducerande i Sverige. Inga underarter finns listade i Catalogue of Life.